# Палестинский фронт освобождения
Палестинский фронт освобождения (ПФО; араб. جبهة التحرير الفلسطينية‎, Джабхат аль-Тах̣рӣр аль-Филаст̣ӣнийя) — террористическая группа под руководством Мухаммада Зейдана (Абу Аббас) и Талата Якуба, возникшая в результате конфликта среди участников Народного фронта освобождения Палестины — Генеральное командование. Причиной раскола стала поддержка лидером НФОП-ГК Ахмадом Джибрилом сирийского вторжения в Ливан в 1976 году.
Другие названия: Палестинский освободительный фронт (ПОФ) или Фронт освобождения Палестины — Абу Аббас (ФОП-Абу Аббас).
Признана террористической организацией в Канаде, Японии, Европейском союзе и США.
Лидер ПФО Абу Аббас в 2003 был арестован американцами в Ираке и умер в заключении.

## Идеология
Палестинский фронт освобождения является радикальной антиизраильской группировкой. В качестве политических целей провозглашает уничтожение Израиля и основание на его территории независимого Государства Палестина.
Первоначально ПФО придерживался проиракской линии, позже, однако, он раскололся на три фракции: пропалестинскую (поддерживающую ООП) (Абу Аббас), просирийскую (Абд Аль Фатах Хагем) и проливийскую фракцию (Талат Якуб). Все три фракции сохранили прежнее название и претендуют на роль преемника первоначальной ПФО.
Хотя в 1988 году ПФО критиковал ООП за готовность сократить теракты против Израиля, позже Абу Аббас принял курс ООП на переговоры с Израилем и отказ от терроризма, поддержав Арафата. Однако, по утверждениям израильской разведки, именно через ПФО Саддам Хусейн переводил деньги семьям палестинских боевиков-смертников.
В 1991 году Абу Абасс, как и Арафат, поддержал Ирак во время Войны в Персидском заливе. В течение 1990-х годов группировка Аббаса продолжила поддерживать Арафата, объявив об отказе от терроризма и признании права Израиля на существование.

## История
Палестинский фронт освобождения был сформирован 24 апреля 1977 со штаб-квартирой в Дамаске. Организацию возглавили Мухаммад Зейдан (Абу Аббас) и Талат Якуб. Основные военные силы фронта были расположены в Южном Ливане, где ПФО имел значительную поддержку среди палестинских беженцев. В качестве самостоятельной организации ПФО был признан лишь в 1981 году, когда его представители вошли в состав Национального совета Палестины.
В дальнейшем организация была подвержена ряду внутренних конфликтов, в связи с ориентацией на те или иные внешние силы, поддерживающие организацию.
В 1983 году в ПФО произошёл первый раскол, когда Аббас со своими сторонниками перенёс штаб-квартиру из Дамаска в Тунис, где располагалось руководство ООП. В 1985, после нападения на итальянское круизное судно «Акилле Лауро», Аббас был вынужден перевести свои подразделения в Ирак.
Оставшиеся в Сирии части ПФО в январе 1984 раскололись на проливийскую и просирийскую фракции, когда член ЦК ПФО Абд Аль Фатах Хагем попытался силой свергнуть генерального секретаря ПФО Талата Якуба. С помощью сирийских властей Хагему удалось получить контроль над базирующимися на её территории подразделениями и структурами ПФО. В свою очередь, Якуб (умер в 1988) возглавил фракцию ПФО, базирующуюся в Ливане, откуда боевики группы пытались проникать в Израиль. Фракция Аббаса располагала боевыми силами до 400 человек; две другие — до 250 боевиков.
Фракция Хагема в террористической деятельности сотрудничала с группами Аль-Фатах (Абу Мусса) и «Фронтом отказа», осуществляя нападения на Израиль через ливанскую границу. Впоследствии фракция Хагема была объединена с базирующимся в Сирии Фронтом национального спасения Палестины. В 1989 году фракции Аббаса и Якуба были вновь объединены.
Аббас с 1984 по 1991 гг. состоял членом Исполнительного комитета Организации освобождения Палестины. Хотя фактически ПФО Абу Абасса стал частью ФАТХа, организация всё ещё располагает несколькими сотнями бойцов, базирующихся в Ливане и Тунисе. В 2003 году Абу Аббас был арестован американцами в Ираке и умер в заключении.

## Террористические акции
В 1981 году группировка впервые попытались атаковать Израиль с воздуха, когда два боевика на моторных дельтапланах вылетели из Южного Ливана с намерением атаковать нефтеперерабатывающий завод под Хайфой. Крупнейшим терактом ПФО стал захват итальянского круизного лайнера «Акилле Лауро» в 1985 году.
Свои действия ПФО вел преимущественно на ливано-израильской границе, время от времени предпринимая попытки проникать на территорию Израиля. ПФО никогда не располагал боевой сетью в Израиле или на оккупированных территориях. Теракты также производились на территории Израиля, Италии, Ливана, Ливии, Ирака.
Наибольшую известность получили террористические операции фракции Абу Аббаса, применявшего при проведении террористических операций немалую изобретательность: воздушные шары, планеры и мотодельтапланы, а для проникновения на побережье Израиля — гражданские пассажирские суда, резиновые моторные лодки и т. п.
Последний известный теракт ПФО как самостоятельной группировки произошёл в 1992 году — нападение на израильский куррорт Эйлат.
В 2001—2002 гг. в Рамалле на Западном берегу реки Иордан была организована ячейка ПФО из 15 человек. 24 июля 2001 года террористы ячейки похитили и убили в Иерусалиме 19-летнего Юрия Гущина, репатрианта из России. Также было заложено несколько бомб на блокпостах и автобусных остановках, в результате чего пять человек было легко ранено. Несколько других терактов планировалось, но не было осуществлено. В июне 2002 года ячейка была вскрыта службой безопасности «Шабак», большая часть террористов была арестована.